# Unterföhring
Unterföhring er en kommune i Landkreis München (Oberbayern), i den tyske delstat Bayern.

## Geografi
Kommunen ligger ved den nordøstlige udkant af byen München, grænser mod vest til floden Isar. I kommunens område ligger også Poschinger Weiher (Unterföhringer See), Mittlerer-Isar-Kanal og Feringasee.
Unterföhring er hjemsted for en række af Tysklands store virksomheder indenfor radio-, tv- og filmbranchen, ligesom den huser en række store forsikringsselskaber.